# エイトマン (パチスロ)
エイトマンは、タイヨーが2000年に発売したパチスロ（4号機）。テレビアニメ『エイトマン』とのタイアップ機である。

## 概要
通常のパチスロ機なら3段×3本分リール窓内に絵柄が表示されるが、この機種はリールの絵柄が2段×3本しか表示されない。ただし有効ラインは8ライン、つまり3つのリールにどれか同一の絵柄が止まれば役が成立するという新たな試みで作られている。後に『トゥエンティセブン』（山佐）などに同様の仕組みが搭載された。予告機能はLEDランプやリール窓下にある巨大な8セグのデジタルによって行われる。
リプレイはずしはリールが2コマ分しか見えない上にボーナスゲーム中の全ゲームでビタ押しが要求されるため、攻略の難易度は極めて高かった。しかしその効果は抜群で、15枚役が頻繁に揃い、苦労するだけの成果（1回のビッグボーナスあたり50 - 100枚程度）はあった。ビタ外しが成功した時やビッグボーナスで一定枚数以上を獲得すると祝福のメッセージが流れる。